# Paulette Nevoux
Paulette Nevoux, née le 21 août 1946 à Alger (Algérie), est une femme politique française.

## Détail des fonctions et des mandats
Mandat parlementaire
- 21 juin 1981 - 14 mai 1988 : Députée socialiste du Val-de-Marne